# Here's My Song. You Can Have It... I Don't Want It Anymore / Yours 4-ever Nicolai Dunger
Here's My Song. You Can Have It... I Don't Want It Anymore / Yours 4-ever Nicolai Dunger är ett studioalbum av Nicolai Dunger, utgivet 2004.

## Låtlista
1. "My Time Is Now" - 2:59
2. "Hunger" - 2:49
3. "Slaves (We're Together Like)" - 4:08
4. "Someone New" - 5:04
5. "White Wild Horses" - 3:22
6. "Tell Me" - 3:22
7. "Country Lane" - 3:25
8. "Way Up High" - 3:00
9. "The Year of the Love and Hurt Cycle" - 8:39
10. "Harp's Coming In" - 1:32
11. "...And Falling Out" - 3:07

## Listplaceringar
| Lista (2004) | Topplacering |
| ------------ | ------------ |
| Sverige      | 20           |

### Fotnoter
1. ↑  ”Here's My Song. You Can Have It... I Don't Want It Anymore / Yours 4-ever Nicolai Dunger”. Discogs.com. http://www.discogs.com/Nicolai-Dunger-Heres-My-Song-You-Can-Have-ItI-Dont-Want-It-Anymore-Yours-4-ever/release/2955927. Läst 16 september 2011.
2. ↑  ”Listplacering”. http://hitparad.se/showitem.asp?interpret=Nicolai+Dunger&titel=Here%27s+My+Song+You+Can+Have+It&cat=a. Läst 16 september 2011.